# Ceratopogon scutellatus
Ceratopogon scutellatus är en tvåvingeart som först beskrevs av Thomas Say 1829.  Ceratopogon scutellatus ingår i släktet Ceratopogon och familjen svidknott.
Artens utbredningsområde är Indiana. Inga underarter finns listade i Catalogue of Life.